# Botryosphaeria obtusa
Botryosphaeria obtusa är en svampart som först beskrevs av Ludwig David von Schweinitz, och fick sitt nu gällande namn av Shoemaker 1964. Botryosphaeria obtusa ingår i släktet Botryosphaeria,  och familjen Botryosphaeriaceae.   Inga underarter finns listade i Catalogue of Life.
Svampen orsakar en rad olika växtsjukdomar.